# 基姆薩查塔山 (洛斯安地斯省)
16°6′21″S 68°23′9″W / 16.10583°S 68.38583°W
基姆薩查塔山（Kimsa Chata），是玻利維亞的山峰，位於該國西部拉巴斯省的洛斯安地斯省，處於維拉柳西山、瓦拉瓦拉尼山和帕庫基武塔山西南面，屬於安第斯山脈中玻利維亞瑞阿爾山脈的一部分，海拔高度5,056米。